# Équipe des États-Unis de soccer à la Coupe des confédérations 2009
L'équipe des États-Unis de soccer participe à sa 4e Coupe des confédérations lors de l'édition 2009 qui se tient en Afrique du Sud du 14 juin 2009 au 28 juin 2009. Elle se rend à la compétition en tant que vainqueur de la Gold Cup 2007, le championnat d'Amérique du Nord, d'Amérique centrale et des Caraïbes.
Les Américains terminent finalistes de la compétition. Ils se classent deuxièmes du groupe B puis ils battent l'Espagne en demi-finale et ils perdent contre le Brésil lors de la finale.

## Résultats

### Phase de groupe
| Rang | Équipe     | Pts | J | G | N | P | Bp | Bc | Diff |
| ---- | ---------- | --- | - | - | - | - | -- | -- | ---- |
| 1    | Brésil     | 9   | 3 | 3 | 0 | 0 | 10 | 3  | +7   |
| 2    | États-Unis | 3   | 3 | 1 | 0 | 2 | 4  | 6  | -2   |
| 3    | Italie     | 3   | 3 | 1 | 0 | 2 | 3  | 5  | -2   |
| 4    | Égypte     | 3   | 3 | 1 | 0 | 2 | 4  | 7  | -3   |

| 15 juin 2009                      | États-Unis                     | 1 - 3 | Italie                         | Loftus Versfeld Stadium, Tshwane/Pretoria   |                                             |
| 20:00 · Historique des rencontres | Clark 33e · Donovan 41e (pen.) |       | Rossi 59e 90+3e · De Rossi 71e | Spectateurs : 34 341 Arbitrage : Pablo Pozo | Spectateurs : 34 341 Arbitrage : Pablo Pozo |
| 20:00 · Historique des rencontres | (Rapport)                      |       |                                | Spectateurs : 34 341 Arbitrage : Pablo Pozo | Spectateurs : 34 341 Arbitrage : Pablo Pozo |

| 18 juin 2009                      | États-Unis   | 0 - 3 | Brésil                             | Loftus Versfeld Stadium, Tshwane/Pretoria        |                                                  |
| 16:00 · Historique des rencontres | Kljestan 57e |       | Melo 7e · Robinho 20e · Maicon 62e | Spectateurs : 39 617 Arbitrage : Massimo Busacca | Spectateurs : 39 617 Arbitrage : Massimo Busacca |
| 16:00 · Historique des rencontres | (Rapport)    |       |                                    | Spectateurs : 39 617 Arbitrage : Massimo Busacca | Spectateurs : 39 617 Arbitrage : Massimo Busacca |

| 21 juin 2009                      | Égypte    | 0 - 3 | États-Unis                             | Royal Bafokeng Stadium, Rustenburg              |                                                 |
| 20:00 · Historique des rencontres |           |       | Davies 21e · Bradley 63e · Dempsey 71e | Spectateurs : 23 140 Arbitrage : Michael Hester | Spectateurs : 23 140 Arbitrage : Michael Hester |
| 20:00 · Historique des rencontres | (Rapport) |       |                                        | Spectateurs : 23 140 Arbitrage : Michael Hester | Spectateurs : 23 140 Arbitrage : Michael Hester |

### Demi-finale
| 24 juin 2009                      | Espagne   | 0 - 2 | États-Unis                               | Free State Stadium, Mangaung/Bloemfontein        |                                                  |
| 20:00 · Historique des rencontres |           |       | Altidore 27e · Dempsey 74e · Bradley 86e | Spectateurs : 35 369 Arbitrage : Jorge Larrionda | Spectateurs : 35 369 Arbitrage : Jorge Larrionda |
| 20:00 · Historique des rencontres | (Rapport) |       |                                          | Spectateurs : 35 369 Arbitrage : Jorge Larrionda | Spectateurs : 35 369 Arbitrage : Jorge Larrionda |

### Finale
| 28 juin 2009                      | États-Unis                | 2 - 3 | Brésil                           | Ellis Park Stadium, Johannesbourg               |                                                 |
| 20:00 · Historique des rencontres | Dempsey 10e · Donovan 27e |       | Luís Fabiano 46e 74e · Lúcio 84e | Spectateurs : 52 291 Arbitrage : Martin Hansson | Spectateurs : 52 291 Arbitrage : Martin Hansson |
| 20:00 · Historique des rencontres | (Rapport)                 |       |                                  | Spectateurs : 52 291 Arbitrage : Martin Hansson | Spectateurs : 52 291 Arbitrage : Martin Hansson |

## Effectif
La liste des 23 joueurs de l'équipe des États-Unis est donnée le 8 juin 2009. Statistiques arrêtées le 29 juin 2009.
| Numéro / Nom       | Numéro / Nom          | Equipe actuelle          | Sél.            | Date de naissance | J.              |                 |                 |                 |                 |
| Gardiens de but    | Gardiens de but       | Gardiens de but          | Gardiens de but | Gardiens de but   | Gardiens de but | Gardiens de but | Gardiens de but | Gardiens de but | Gardiens de but |
| ------------------ | --------------------- | ------------------------ | --------------- | ----------------- | --------------- | --------------- | --------------- | --------------- | --------------- |
| 18                 | Brad Guzan            | Aston Villa              | 13 (0)          | 9 septembre 1984  | 1               | 0               | 0               | 0               | 0               |
| 1                  | Tim Howard            | Everton FC               | 43 (0)          | 6 mars 1979       | 4               | 0               | 0               | 0               | 0               |
| 23                 | Luis Robles           | FC Kaisersalutern        | 0 (0)           | 11 mai 1984       | 0               | 0               | 0               | 0               | 0               |
| Défenseurs         |                       |                          |                 |                   |                 |                 |                 |                 |                 |
| 3                  | Carlos Bocanegra      | Stade rennais            | 69 (11)         | 25 mai 1979       | 2               | 0               | 1               | 0               | 0               |
| 2                  | Jonathan Bornstein    | C.D. Chivas USA          | 20 (1)          | 7 novembre 1984   | 5               | 0               | 1               | 0               | 0               |
| 14                 | Danny Califf          | FC Midtjylland           | 23 (1)          | 17 mars 1980      | 0               | 0               | 0               | 0               | 0               |
| 15                 | Jay DeMerit           | Watford Football Club    | 14 (0)          | 4 décembre 1979   | 5               | 0               | 0               | 0               | 0               |
| 5                  | Oguchi Onyewu         | Standard de Liège        | 47 (5)          | 13 mai 1982       | 5               | 0               | 1               | 0               | 0               |
| 6                  | Heath Pearce          | Hansa Rostock            | 23 (0)          | 13 août 1984      | 0               | 0               | 0               | 0               | 0               |
| 21                 | Jonathan Spector      | West Ham United          | 18 (0)          | 1er mars 1986     | 5               | 0               | 1               | 0               | 0               |
| 11                 | Marvell Wynne         | Toronto FC               | 3 (0)           | 8 mai 1986        | 0               | 0               | 0               | 0               | 0               |
| Milieux de terrain |                       |                          |                 |                   |                 |                 |                 |                 |                 |
| 19                 | Freddy Adu            | Benfica                  | 12 (1)          | 2 juin 1989       | 0               | 0               | 0               | 0               | 0               |
| 7                  | DaMarcus Beasley      | Glasgow Rangers          | 89 (11)         | 24 mai 1982       | 2               | 0               | 0               | 0               | 0               |
| 12                 | Michael Bradley       | Borussia Mönchengladbach | 33 (6)          | 31 juillet 1987   | 4               | 1               | 1               | 0               | 1               |
| 13                 | Ricardo Clark         | Houston Dynamo           | 23 (1)          | 10 février 1983   | 4               | 0               | 0               | 0               | 1               |
| 22                 | Benny Feilhaber       | AGF Århus                | 22 (2)          | 19 janvier 1985   | 5               | 0               | 0               | 0               | 0               |
| 16                 | Sacha Kljestan        | C.D. Chivas USA          | 20 (3)          | 9 septembre 1985  | 3               | 0               | 0               | 0               | 1               |
| 20                 | José Francisco Torres | CF Pachuca               | 5 (0)           | 29 octobre 1987   | 0               | 0               | 0               | 0               | 0               |
| Attaquants         |                       |                          |                 |                   |                 |                 |                 |                 |                 |
| 17                 | Jozy Altidore         | Xerez CD                 | 16 (7)          | 6 novembre 1989   | 5               | 1               | 1               | 0               | 0               |
| 4                  | Conor Casey           | Colorado Rapids          | 14 (0)          | 25 juillet 1981   | 4               | 0               | 0               | 0               | 0               |
| 9                  | Charlie Davies        | Hammarby IF              | 11 (2)          | 25 juin 1986      | 4               | 1               | 0               | 0               | 0               |
| 8                  | Clint Dempsey         | Fulham Football Club     | 56 (16)         | 9 mars 1983       | 5               | 3               | 0               | 0               | 0               |
| 10                 | Landon Donovan        | Los Angeles Galaxy       | 114 (40)        | 4 mars 1982       | 5               | 2               | 1               | 0               | 0               |
| Sélectionneur      |                       |                          |                 |                   |                 |                 |                 |                 |                 |
|                    | Bob Bradley           |                          | 3 mars 1958     |                   |                 |                 |                 |                 |                 |

## Navigation